# Sezione (geometria differenziale)
In geometria differenziale una sezione è una applicazione dalla base di un fibrato, che è una varietà differenziale, a valori nello spazio totale del fibrato stesso. La sua utilità pratica si riscontra nella possibilità di associare ad una funzione differenziabile la base del fibrato vettoriale considerato, accostando ad ogni punto della base della varietà un elemento della fibra in quel punto.

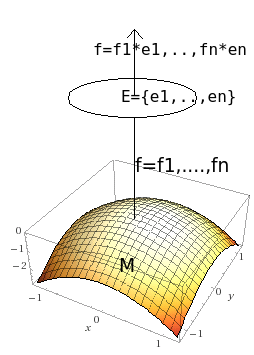
Una sezione generica su una varietà M

Ad esempio, un campo vettoriale è una sezione del fibrato tangente {\displaystyle TM.} La sua scrittura in coordinate locali è infatti:
{\displaystyle F(x_{1},\ldots ,x_{n})={\underset {i=1}{\overset {m}{\sum }}}f^{i}(x_{1},\ldots ,x_{n}){\frac {\partial }{\partial x^{i}}}.}

## Sezione in geometria differenziale

### Definizione
Data una varietà differenziabile {\displaystyle M}, un punto {\displaystyle p\in M}, un intorno {\displaystyle U\subset M} di {\displaystyle p} e un fibrato vettoriale {\displaystyle \pi \colon E\to M}, una sezione di {\displaystyle M} è un'applicazione differenziabile {\displaystyle \sigma \colon U\to E,p\mapsto (p,v)} tale che {\displaystyle \pi \circ \sigma =\mathrm {id} _{M}}.

## Classificazione delle sezioni principali
Alcuni oggetti matematici, se visti come sezioni di particolari fibrati vettoriali, ottengono un'interpretazione geometrica molto più profonda. Eccone i più noti:
- Una sezione nulla associa il vettore nullo su {\displaystyle E_{p},\forall p\in M}
- Una sezione globale è una sezione definita su tutta la varietà.
- Una sezione banale è una sezione sul fibrato banale {\displaystyle E=M\times \mathbb {R} ^{n}}, ovviamente isomorfa ad un'applicazione differenziabile generica.
- Una sezione del fibrato tangente {\displaystyle TM} definisce un campo vettoriale su {\displaystyle M.}
- Una sezione del fibrato cotangente {\displaystyle T^{*}M} definisce una 1-forma su {\displaystyle M.}
- Una sezione del fibrato anticotangente (prodotto esterno tra {\displaystyle r} spazi cotangenti) definisce una {\displaystyle r}-forma su {\displaystyle M.}
- Una sezione di un fibrato che è un prodotto tensoriale di fibrati tangenti e cotangenti definisce un campo tensoriale su {\displaystyle M.}

## Continuità
Le sezioni sono funzioni tra la varietà base di un fibrato e lo spazio totale del fibrato, che è a sua volta ha una naturale struttura di varietà differenziabile, quindi una sezione si dice continua se è continua come funzione tra varietà.

## Derivazione di sezioni
Sia {\displaystyle M} una varietà differenziabile, {\displaystyle \pi \colon E\rightarrow M} un fibrato vettoriale, sia {\displaystyle X} un campo vettoriale su {\displaystyle M} con {\displaystyle \sigma \colon I\to M} la sua curva integrale, {\displaystyle s} una sezione su {\displaystyle M} a valori in {\displaystyle E}. Così come in {\displaystyle \mathbb {R} ^{n}} riusciamo a derivare una funzione differenziabile tramite la definizione di rapporto incrementale, anche una sezione di un fibrato può essere "derivata" lungo una curva integrale di un campo vettoriale, ma con una piccola generalizzazione geometrica del rapporto incrementale. Infatti
{\displaystyle {\underset {t\rightarrow 0}{\lim }}{\frac {s(\sigma (t))-s(\sigma (0))}{t}}}
è una relazione che non ha senso. Su ogni punto di {\displaystyle M} vive un fibrato differente, e {\displaystyle s(\sigma (t)),s(\sigma (0))} appartengono rispettivamente a {\displaystyle E_{\sigma (t)},E_{\sigma (0)}}, per cui è impossibile sottrarli. La generalizzazione che conduce alla possibilità di derivare una sezione è la connessione, o meglio conosciuta come derivata covariante. 

### Derivata covariante
Seguiremo un'introduzione logica/geometrica della connessione, che è quanto fatto storicamente dai matematici. Esiste infatti un isomorfismo tra fibrati vettoriali che vivono su punti di una comune curva integrale, il quale diventa un'identità in spazi piatti, e può essere quindi usato come mezzo per generalizzare il concetto di rapporto incrementale. Si dimostra facilmente essere equivalente alla definizione di derivata covariante tipica dei libri di testo (e della voce di wikipedia). Quest'equivalenza si lascia al lettore come esercizio.

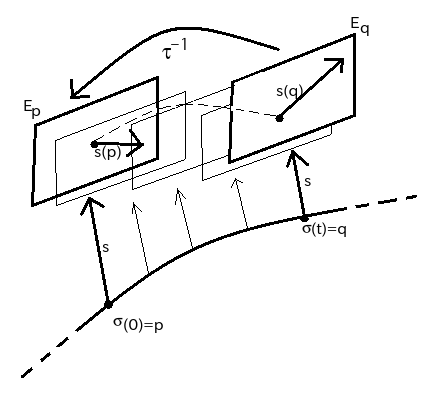
Trasporto parallelo.

Una sezione di {\displaystyle E} su una curva {\displaystyle \sigma (t)} su {\displaystyle M} è una funzione {\displaystyle s\colon I\to E} tale che {\displaystyle s(t)\in E_{\sigma (t)},\forall t\in I}. Data una curva {\displaystyle \sigma \colon I\to M}, con {\displaystyle I} intervallo aperto di {\displaystyle \mathbb {R} } e {\displaystyle M} varietà differenziabile a cui appartengono {\displaystyle p=\sigma (0),q=\sigma (t)}, allora è sempre definibile un isomorfismo {\displaystyle \tau _{t}} tale che  {\displaystyle \tau _{t}\colon E_{p}\to E_{q},v\to s(\sigma (t)),} dove {\displaystyle E_{p},E_{q}} sono i fibrati su {\displaystyle p} e {\displaystyle q} tramite {\displaystyle s}.
Questa isomorfismo tra gli spazi vettoriali {\displaystyle E_{p},E_{q}}, è chiamata trasporto parallelo, nome che deriva appunto dalla possibilità di "trasportare" un vettore di un fibrato in un punto, lungo una curva della varietà, permettendo di identificare due fibre di due punti diversi.
Ecco finalmente la definizione geometrica di derivata covariante:
Sia {\displaystyle \sigma \colon I\to M} una curva integrale su {\displaystyle M} di un campo vettoriale {\displaystyle X}. Sia {\displaystyle s} una sezione di {\displaystyle M} a valori in {\displaystyle E} e {\displaystyle \tau _{t}} il trasporto parallelo come definito sopra. Allora:
{\displaystyle \nabla _{X}s(p)={\underset {t\rightarrow 0}{\lim }}{\frac {\tau _{t}^{-1}(s(\sigma (t)))-s(\sigma (0))}{t}}}
con le relative proprietà di connessione:
- {\displaystyle C^{\infty }}-lineare nel primo argomento;
- {\displaystyle \mathbb {R} }-lineare nel secondo argomento;
- soddisfa la regola di Leibniz nel secondo argomento {\displaystyle \nabla _{X}(fs)=f\nabla _{X}s+(Xf)s}, con {\displaystyle f} funzione {\displaystyle C^{\infty }}, ed {\displaystyle s} la sezione considerata.

## Curiosità
- In fisica moderna l'interpretazione dei campi come sezioni di fibrati è spesso fondamentale per avere una coerenza matematica e teorica con quanto osservato.
- Grazie all'identificazione mediante sezioni del fibrato tangente con il suo duale fibrato cotangente, tutti i teoremi classici di integrazione di campi possono essere scritti nel linguaggio delle forme differenziali (assumendo inoltre maggiore generalità ed eleganza matematica).
- Le sezioni di un fibrato su un aperto di una varietà formano un intero fascio di gruppi abeliani.
- L'insieme delle sezioni di un fibrato su una varietà {\displaystyle M} formano un fascio di moduli sul fascio di anelli {\displaystyle C_{M}^{\infty }}.
- Partendo da un insieme di sezioni, si può costruire un fibrato.
- Ogni fibrato ammette sezioni.